# Daniel Hudson Burnham
Daniel Hudson Burnham (n. 4 septembrie 1846 - d. 1 iunie 1912) a fost un arhitect și planificator urban american.

## Biografie
Burnham a fost Directorul lucrărilor celebrei World's Columbian Exposition, respectiv a proiectat mai multe clădiri faimoase, incluzând Flatiron Building din New York City și Union Station din Washington D.C..
Planul realizat de Burnham pentru orașul Chicago (1907-1909) este un exemplu clasic de urbanism în SUA.